# 12-я гвардейская кавалерийская дивизия
12-я гвардейская Донская казачья кавалерийская Корсунская Краснознамённая, ордена Кутузова дивизия  — кавалерийская дивизия в составе Вооружённых сил СССР во время Великой Отечественной войны.
Сокращённое наименование — 12-я гв. кд.

## История создания дивизии
В ноябре 1941 года в городе Сальске Ростовской области была сформирована 116-я Донская казачья кавалерийская дивизия. Штаб дивизии и командование дислоцировались в период с ноября 1941 года по июль 1942 года в городе Сальске. За боевые заслуги 27 августа 1942 года она была преобразована в 12-ю гвардейскую Донскую казачью кавалерийскую дивизию 4-го гвардейского Кубанского казачьего кавалерийского корпуса. В ноябре 1942 из района Туапсе переброшена по железной дороге через Грузию и Азербайджан в Дагестан и включена в состав сформированного 5-й гвардейского Донского казачьего кавалерийского корпуса.
Приказом Ставки ВГК от 26.02.1944 года № 045 в ознаменование одержанной победы соединения и части, отличившиеся в боях за освобождение города Корсунь-Шевченковский, получили наименование «Корсунских». Среди них была и 12-я гвардейская кавалерийская дивизия (генерал-майор Григорович Владимир Иосифович).

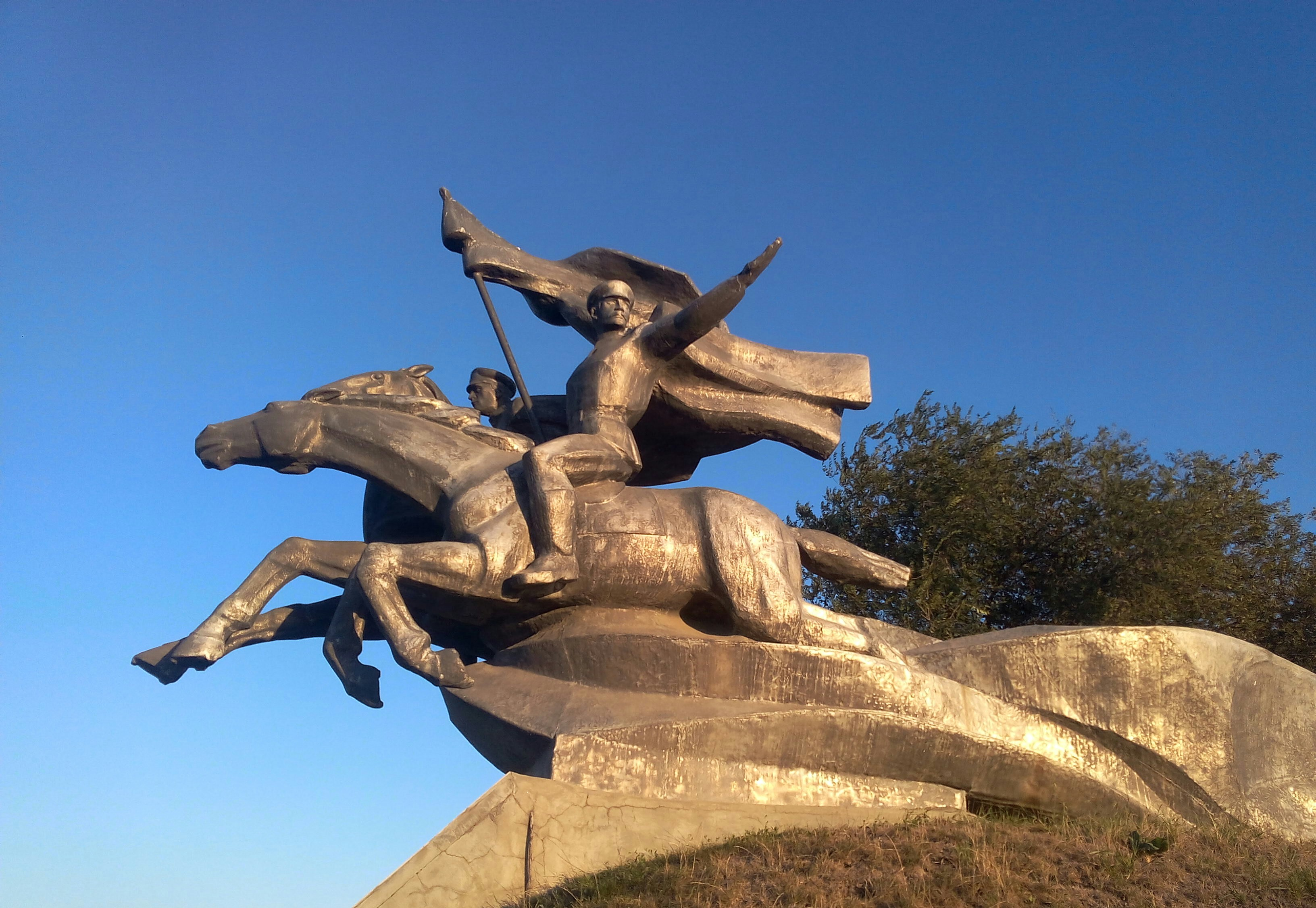
Сальск, памятник в честь воинов 116-й Донской казачьей кавалерийской дивизии

Награждена орденами Красного Знамени, Кутузова 2-й степени.

## Командование дивизии

### Командиры
- Шарабурко, Яков Сергеевич (27.08.1942 — 08.12.1942), генерал-майор[6];
- Стрепухов, Пётр Яковлевич (01.10.1942 — 19.11.1942), полковник[7];
- Григорович, Владимир Иосифович (01.01.1943 — 02.12.1945), генерал-майор[8];
- Панкратов, Григорий Иванович (03.12.1945 — ??.07.1946), генерал-майор[9].

### Начальники штаба

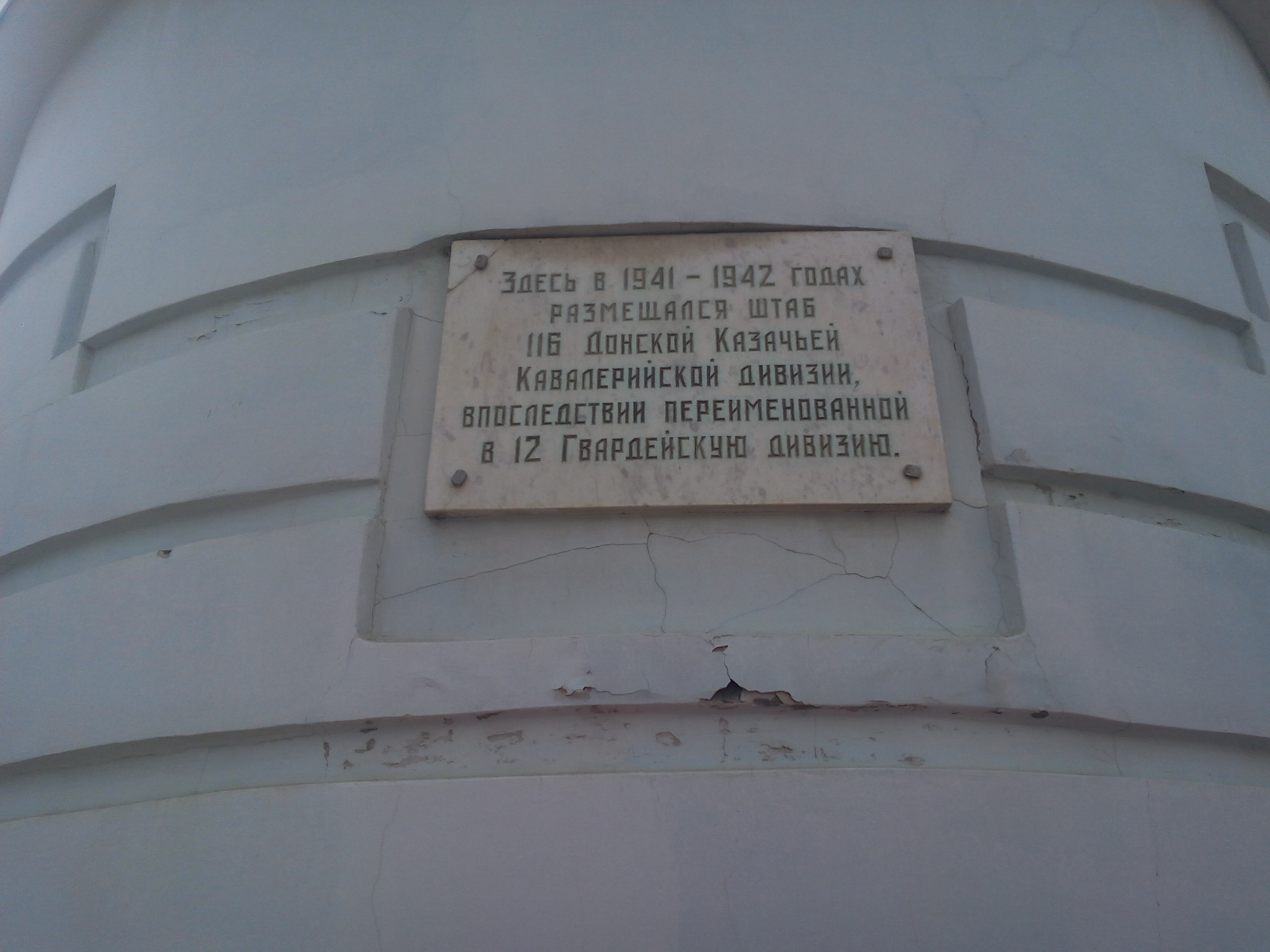
г. Сальск, мемориальная доска в честь 116-й дивизии

- Бирюк, Андриан Иванович (01.07.1942 — 05.03.1943), полковник;
- Калошин, Алексей Александрович (26.02.1943 — 30.09.1943), полковник;
- Рышков, Григорий Петрович (26.02.1944 — 25.11.1946), полковник.

## Состав 116-й Донской казачьей кавалерийской дивизии
- 257 Азовский кавалерийский полк (ком.: майор Хуснутдинов Сайдхан Хуснутдинович, военком: бат. комиссар Родько Кирилл Семёнович (погиб 12.08.42), Рудь Пётр Григорьевич)
  - 1 Азовская сотня (1 эскадрон) (ком.:
  - 2 Самарско-Александровская сотня (2 эскадрон) (ком.: ст. л-нт Белоусов Семён Моисеевич (погиб 14.08.42), старшина сотни: Никитенко Иван Фёдорович)
  - 3 Кагальницко-Мечетинская сотня (3 эскадрон) (ком.: Кузнецов П. Г.
  - 4 Морозовская сотня (4 эскадрон) (изначально Матвеево-Курганская) (ком.: Вышкворцев А. П.)
- 258 Зимовниковский кавалерийский полк (ком.: майор Лосенко Карп Петрович (погиб 18.12.42), военком: ст. политрук Баландин Иван Григорьевич)
- 259 Сальский кавалерийский полк (ком.: майор Краснощёков Александр Давыдович, майор Ипполитов Яков Яковлевич (погиб 18.12.42), военком: бат. комиссар Макагонов Павел Кирилович)
- 105 конно-артиллерийский дивизион
- 105 артиллерийский парк
- 87 отдельный полуэскадрон связи
- 72 медико-санитарный эскадрон
- 116 отдельный эскадрон химической защиты
- 88 продовольственный транспорт
- 407 дивизионный ветеринарный лазарет
- 327 полевая почтовая станция
- 1126 полевая касса Госбанка

## Состав 12-й гвардейской кавалерийской Донской казачьей дивизии
Новая нумерация частям дивизии присвоена 1.3.1943 г.
- 43-й гвардейский казачий кавалерийский полк
- 45-й гвардейский казачий кавалерийский полк
- 47-й гвардейский казачий кавалерийский полк
- 54-й танковый полк (с 19.9.43 г.),
- 184-й гвардейский артиллерийско-миномётный полк (11 гвардейский конно-артиллерийский дивизион),
- 50-й отдельный гвардейский дивизион противовоздушной обороны (58 гвардейская зенитная артиллерийская батарея),
- 11-й гвардейский артиллерийский парк,
- 12-й отдельный гвардейский разведывательный эскадрон (12-й гвардейская разведывательный дивизион),
- 9-й отдельный гвардейский сапёрный эскадрон,
- 12-й отдельный гвардейский эскадрон связи (87-й отдельный полуэскадрон связи),
- 15-й отдельный медико-санитарный эскадрон ,
- 12-й отдельный гвардейский эскадрон химической защиты,
- 9-й продовольственный транспорт,
- 9-й взвод подвоза горюче-смазочных материалов,
- 8-й дивизионный ветеринарный лазарет,
- шорно-седельная мастерская
- 327-я полевая почтовая станция,
- 1126-я полевая касса Государственного банка.

## Награды дивизии
- Почетное звание «Гвардейская» — присвоено приказом Народного комиссара обороны СССР № 342 от 27 августа 1942 года при преобразовании;
- Орден Красного Знамени — награждена Указом Президиума Верховного Совета СССР от 28 апреля 1943 года за образцовое выполнение боевых заданий командования на фронте борьбы с немецкими захватчиками и проявленные при этом доблесть и мужество;[11]
- Почетное наименование «Корсунская» — присвоено приказом Верховного Главнокомандующего № 045 от 26 февраля 1944 года за отличие в боях по освобождению города Корсунь-Шевченковский;
- Орден Кутузова II степени — награждена указом Президиума Верховного Совета СССР от 14 ноября 1944 года за образцовое выполнение заданий командования в боях с немецкими захватчиками, за овладение городом Ньиредьхаза и проявленные при этом доблесть и мужество.[12]

Награды частей дивизии:
- 43-й гвардейский казачий кавалерийский Донской Дебреценский[14] ордена Богдана Хмельницкого[15] (II степени) полк
- 45-й гвардейский казачий кавалерийский Донской Краснознаменный[15] ордена Богдана Хмельницкого[16] (II степени) полк
- 47-й гвардейский казачий кавалерийский Донской ордена Богдана Хмельницкого[15] (II степени) полк
- 184-й гвардейский артиллерийско-миномётный Дебреценский[14] полк

## Герои Советского Союза дивизии
- Иринин, Александр Иванович, гвардии сержант, наводчик станкового пулемёта 47-го гвардейского кавалерийского полка.
- Кузнецов, Пётр Григорьевич, гвардии старший сержант, командир взвода 43-го гвардейского кавалерийского полка.
- Огурцов, Василий Васильевич, гвардии старший сержант, командир сабельного отделения 1-го взвода 4-го эскадрона 45-го гвардейского кавалерийского полка.
- Рыжаков, Василий Емельянович, гвардии старший сержант, командир орудия батареи 43-го гвардейского кавалерийского полка.
- Сапунов, Николай Андреевич, гвардии лейтенант, командир огневого взвода 47-го гвардейского кавалерийского полка.

## Памятники (памятные знаки) в честь дивизии
- Памятник в честь воинов 116-й Донской казачьей кавалерийской дивизии — открыт на въезде в город Сальск Ростовской области 23 сентября 1987 года. Авторы памятника: скульптор Демьяненко Михаил Иванович, архитектор Стадник Александр Борисович. В мероприятиях по открытию памятника приняли участие бывший начальник штаба 116-й дивизии Рыжков Г. П. и ветераны дивизии Самсонов М. И., Пустоветов И. Е., Данилин Г. П., Давыдов П. К., Воеводин И. С., Першин С. К., Полуместный И. М., Пигунов Т. Е., Котелевский И. С., Омельченко А. Г., Кравченко И. П., Кулешов Н.В[1].
- Мемориальная доска — установлена на здании бывшей гостиницы в городе Сальске, на улице Ленина, о том, что «здесь 1941—1942 годах размещался штаб 116-й Донской казачьей кавалерийской дивизии, впоследствии переименованной в 12-ю гвардейскую дивизию».